# Noms donnés à la Chine
“中或”（中国）
 (octobre 2022).
Si vous disposez d'ouvrages ou d'articles de référence ou si vous connaissez des sites web de qualité traitant du thème abordé ici, merci de compléter l'article en donnant les références utiles à sa vérifiabilité et en les liant à la section « Notes et références ».

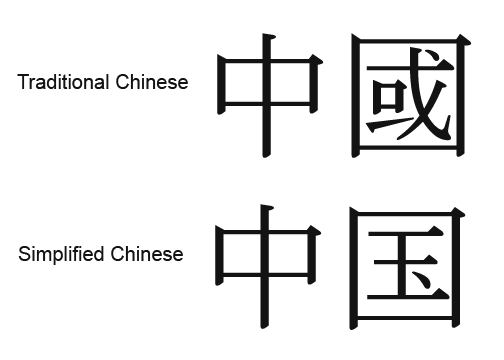
中國 (chinois traditionnel) et 中国 (chinois simplifié).

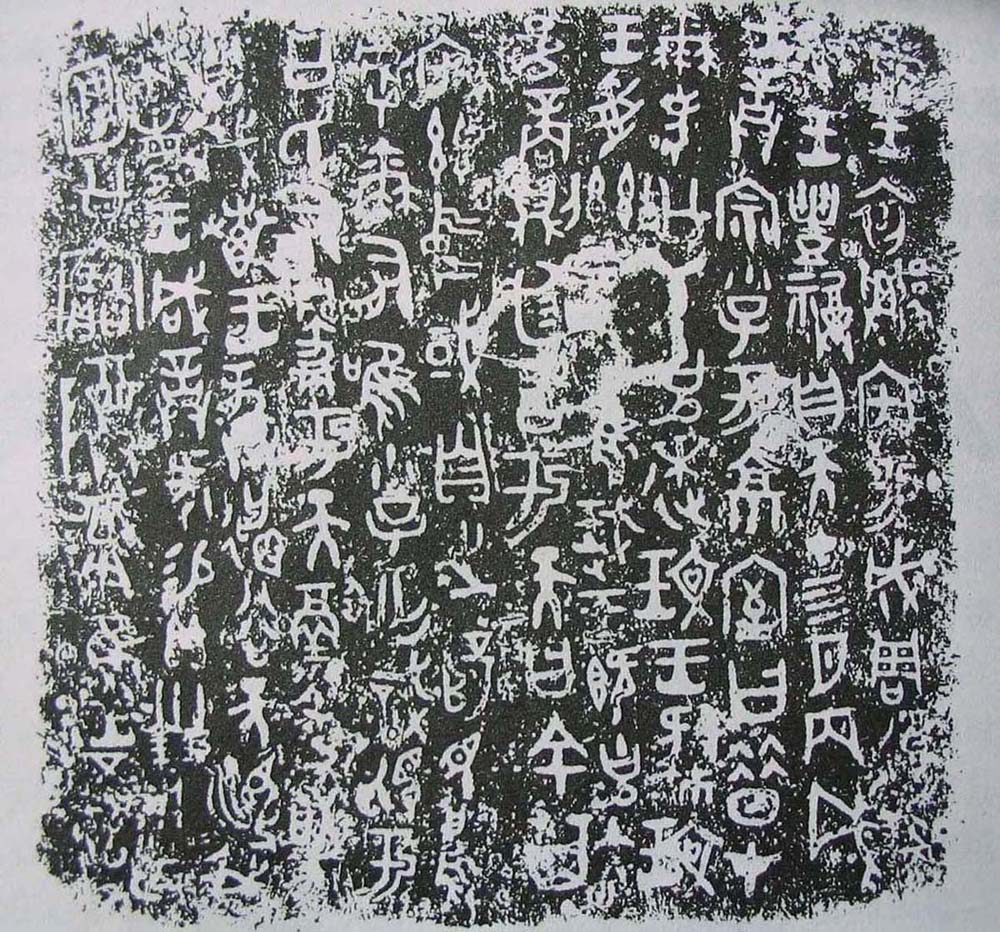
Artéfact, dans son ensemble, dont un extrait est grossi ci-dessus.

Le mot Chine est un nom donné par des peuples étrangers à ce pays : on trouve Tchina dans les lois de Manu, Shi-na chez les Japonais, Tzin chez le moine Cosmas au VIe siècle, Çin ou Tchine en arabe, Tzin chez Benjamin de Tudèle au XIIe siècle, Cin chez Marco Polo. Il s'agit de bien comprendre et différencier les appellations qu'elles soient endonyme ou exonyme.
Les Chinois eux-mêmes ont utilisé plusieurs noms pour désigner leur pays, mais actuellement ils disent Zhōnghuá (中華, simplifié : 中华), tant pour la république de Chine (1912-1949) que pour l'actuelle république populaire de Chine et la Taïwan.
Cependant, pour désigner la Chine, les Chinois employaient le plus couramment l'expression Zhōngguó (中国, prononcé /tʂʊŋ˥kwɔ˧˥/). Zhōng désigne le centre, l'axe, le milieu, l'intermédiaire (le caractère 中 représente une ligne traversant un carré en son milieu). Guó désigne le pays, la nation, les terres entourées de frontières (le caractère 国 représente la pièce de jade brisée, symbole de pouvoir délégué et de souveraineté, le sceau partagé entre le vassal et le suzerain ; en graphie traditionnelle 國 représente un territoire 口 défendu par un mur 一 et des armes 戈). 
Ce terme a eu à l’origine un nombre de sens plus restreint, et s’est élargi ultérieurement pour désigner l’ensemble du territoire chinois. Wang Er-min (王爾敏), historien de l’Academia sinica, a recensé les sens de l’expression dans les textes pré-impériaux ; il en a identifié cinq, les trois plus fréquents étant, par ordre décroissant : 1° région occupée par les Hua ou les Xia (ou Huaxia), premier peuple chinois selon la tradition ; 2° territoire délimité ; 3° ville principale, cité. Les deux autres sont : 4° pays situés au centre ; 5° pays égaux entre eux, désignant essentiellement les principaux pays de l’époque des Royaumes combattants.
Néanmoins Zhongguo n’entrait pas dans l’appellation officielle de l’entité politique gouvernant le territoire chinois. On employait autrefois le nom de la dynastie, celle des Qin (秦, 221 à 206 av. J.-C.) ayant donné le mot Chine et le préfixe Sino- après être passé à travers de nombreuses langues le long de la route de la soie pour atteindre finalement l'Europe. Les fondateurs du royaume chinois de Liao, ainsi que Diego Barbosa (1516) et Garcia da Orta (1563) mentionnent le mot Chine, mot qui chez Marco Polo (Cin, Cyn, Cim) n'est qu'une appellation employée dans les îles de la mer de Chine et de l'océan Indien.
Lorsqu’ils envisagèrent l’établissement d’une république, Sun Yat-sen et ses compagnons ne voulurent pas reprendre le terme Zhongguo[réf. nécessaire], pourtant courant, car il était employé par les puissances impérialistes occidentales ; ils voulaient encore moins de Shina (支那), terme réducteur utilisé par les Japonais durant les guerres sino-japonaises, imprégné de colonialisme, qu’on retrouve dans la transcription chinoise de Indochine (印度支那, Yìndù zhīnà).
Ils choisirent de combiner zhong avec hua (華 chin.trad. 华 chin.simpl.). Le sinogramme hua, qui peut aussi se lire comme « magnifique », est un des éléments de Huaxia (華夏), terme qui désigne dans les écrits de la période des Royaumes combattants les premiers Chinois, « les tribus de Huang di et de Yandi ». L'historien Qian Mu (錢穆, Ch'ien Mu) considère qu’il s’agit du nom de leur territoire, Hua étant une montagne du Henan, Xia l’ancien nom de la rivière Han (漢水). D’autres historiens pensent que l’ethnie Xia, qui aurait donné son nom à la première dynastie de l’histoire chinoise, était qualifiée de hua, dont un des sens est « peint », du fait que ses membres se tatouaient.
Le terme Zhonghua fut mentionné pour la première fois en 1894 par Sun Yat-sen à Hawaï dans un discours. Il est aujourd'hui inclus dans l'appellation de la république de Chine à Taïwan (Zhōnghuá Mínguó) et celle de la république populaire de Chine (Zhōnghuá Rénmín Gònghéguó).
Dans les œuvres anciennes de la philosophie et de la littérature chinoise, on trouve souvent la métaphore 天下, tiānxià, qui veut dire « sous le ciel » et désigne aussi la Chine. Selon Marcel Granet, ce mot est chargé de la connotation suivante : le ciel étant rond et la terre carrée dans la cosmogonie chinoise, les quatre coins de la terre qui ne sont pas couverts par le ciel (ni donc circonscrits par les cycles du soleil et les pérégrinations de l’empereur) sont conçus comme des territoires incultes peuplés d’êtres non civilisés. 天下 désigne donc la partie civilisée de la terre. 
Zhongguo et Tianxia sont parfois traduits en « empire du Milieu » et « Céleste Empire » dans les ouvrages littéraires occidentaux anciens.
Arrivant en Chine juste avant sa réunification par Kubilai Khan, Marco Polo décrit la Chine comme divisée, ainsi qu'elle était perçue à l'époque, et il donne deux noms : Cathay, qui vient de Khitan, pour le Nord de la Chine, et Manzi (蛮子 ; « enfants sauvages ») pour le Sud, c'est-à-dire l'empire Song. Khitan est à l'origine du nom en russe de la Chine, Китай (Kitaï). 
La Chine était appelée Serica par les Romains, lieu d'origine de la soie.
Aujourd'hui, le mot « Chine » fait généralement référence à la Chine continentale (中國大陸, zhōngguó dàlù en mandarin), soit la république populaire de Chine (Hong Kong et Macao inclus) et peut aussi désigner l'ensemble formé de la république populaire de Chine et de la république de Chine (Taïwan), ce qui correspond alors à la zone économique de la « Grande Chine » (大中華地區 ; Dà Zhōnghuá Dìqū).
La traduction la plus courante de « Chinois » est Zhongguoren (中國人), « personne de Chine ». Néanmoins, on lui préfère souvent Huaren (華人) pour les Chinois d'outre-mer, terme qui a remplacé Tangren (唐人), « personne de l'empire Tang », que s'étaient donné les immigrés chinois d'Asie et d'Amérique (pourtant arrivés sous les Ming), du fait du prestige de cette dynastie. Hanren (漢人), « personne de l'empire Han » distingue les Chinois proprement dit des autres nationalités de Chine.

## Noms officiels
Les formes longues utilisées par les deux républiques revendiquant le nom de Chine sont respectivement :
- la république populaire de Chine, occupant le territoire de la Chine continentale, depuis la déclaration de cette république populaire le 1er octobre 1949 ;
- la république de Chine installée sur l'île de Taïwan depuis la fuite des nationalistes chinois en 1949.

## Surnoms donnés à la Chine
- Empire du Milieu
- Empire Céleste ou Céleste Empire
- Empire du milliard[5],[6]
- Le Dragon[7]